# São Pedro do Butiá
São Pedro do Butiá este un oraș în Rio Grande do Sul (RS), Brazilia.